# Conostylis seminuda
Conostylis seminuda är en enhjärtbladig växtart som beskrevs av Stephen Donald Hopper. Conostylis seminuda ingår i släktet Conostylis och familjen Haemodoraceae. Inga underarter finns listade.